# عبدالملک بن اسماعیل
عبدالملک چهارمین سلطان مراکش به مدت چهار-پنج ماه در سال ۱۷۲۸ میلادی بود. او پس از عزل کردن برادرش ابوالعباس احمد به سلطنت رسید اما تنها پس از مدتی حکومت، توسط برادرش ابوالعباس احمد عزل گردید و دیگر هیچ‌گاه به سلطنت نرسید.